# Biały Krzyż (szczyt)
Biały Krzyż (940,5 m n.p.m.) – mało wybitny szczyt w Beskidzie Śląskim, znajdujący się na długim, prawie zupełnie płaskim i porośniętym lasem grzbiecie między Przełęczą Salmopolską na południu a Grabową na północy. W grzbiecie tym znajdują się w kolejności od południa na północ Biały Krzyż, Grabowa i Kotarz.
Wschodnie stoki Grabowej opadają do doliny Potoku Malinów, zachodnie do doliny potoku Leśnica. Na południe stoki Białego Krzyża opadają do pobliskiej, odległej o około 250 m Przełęczy Salmopolskiej, przez którą przechodzi droga asfaltowa.
Należy zaznaczyć, że omawiane wzniesienie jeszcze do II wojny światowej na mapach było bezimienne. Nazwa „Biały Krzyż” była zawsze odnoszona jedynie do siodła Przełęczy Salmopolskiej, na której do dziś wznosi się malowany na biało krzyż. Nie jest jasne, kto i dlaczego przeniósł nazwę na sąsiedni szczyt.
Grzbietem Białego Krzyża biegnie granica między Brenną w powiecie cieszyńskim i Szczyrkiem (powiat bielski).

## Szlaki turystyczne
Przez Biały Krzyż biegnie czerwono znakowany szlak turystyczny z Przełęczy Salmopolskiej na Klimczok:
 Przełęcz Salmopolska – Biały Krzyż – Grabowa – Kotarz – Beskid Mały – Beskidek – Karkoszczonka – Klimczok. Odległość 8,8 km, suma podejść 530 m, suma zejść 420 m, czas przejścia 3:10 godz., z powrotem 2:40 godz.